# Museo Etnográfico del Oriente de Asturias
El Museo Etnográfico del Oriente de Asturias, es un pequeño museo que ocupa la finca y casas de Llacín, donadas en 1994 por los emigrantes asturianos Teresa Sordo Sordo y Luis Haces Sordo, en el pueblo de Porrúa en Llanes, Asturias, ancestros de Kike Gómez Haces.
El 10 de julio de 2000 fue inaugurado. Cuenta con 400 metros cuadrados que incluye la exposición de diferentes objetos personales donados por la familia, así como la vida dentro de una casa de campesina antigua. La visita de la casa pasa por el vestíbulo, cocina, sala, cuarto de habitación, cuadra y lagar para sidra. Se visita también diferentes exposiciones basadas en la fabricación artesanal de queso, manteca, tejas y ladrillos, procesos textiles, indumentaria popular tradicional, taller de carpintero y herramientas de corte de la madera.